# Бешеновачки поток
Бешеновачки поток је водени ток на Фрушкој гори, притока је канала Чикаша дужине 9,9km, површине слива 23,9km², у сливу Саве.
Поток настаје у насељу Бешеновачки Прњавор на 190 м.н.в. спајањем Краљевца (3,8km) и Росова (3km) који дренирају јужне падине Фрушке горе. Текући ка југу протиче кроз насеље Бешеново након чега се улива у канал Чикаш (96 м.н.в.). На левој долинској страни налази се хидроакумулација Бешеновачко језеро. Дуж речне долине је трасиран пут који повезује насеља Бешеновачки Прњавор, Бешеново и Велике Радинце. У горњем делу слива се налази Манастир Бешеново.